# Dies de la merla
Els anomenats dies de la merla són, segons la tradició italiana, els darrers tres dies de gener (29, 30 i 31) o bé els darrers dos dies de gener i el primer de febrer. Sempre, segons la tradició, serien els tres dies més freds de l'any. Les estadístiques meteorològiques disponibles per als darrers decennis (1967-2019) a la Plana Padana, en el nord d'Itàlia, però, demostren que la dita popular no sempre es compleix. Per tant, no hi ha cap prova científica que doni suport a aquesta creença.

## Origen de la locució

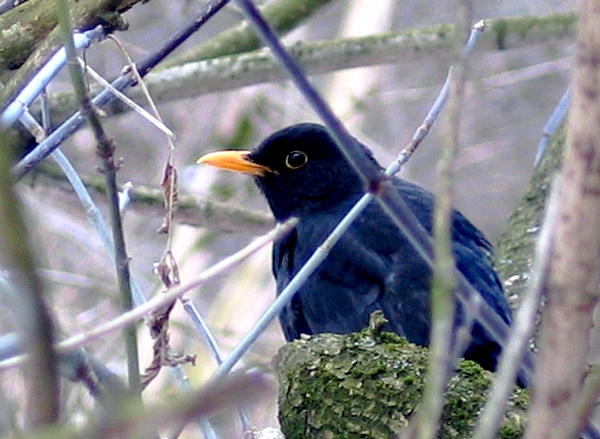
Exemplar de merla (Turdus merula), mascle

No se sap exactament quin és l'origen d'aquesta locució, que s'atribueix a diverses llegendes. Una hipòtesi antiga diu que havien de fer travessar el riu Po un canó molt gran que anomenaven la Merla i es va esperar que el riu fos gelat, els darrers dies de gener, per fer-lo desplaçar còmodament d'una riba a l'altra per la superfície glaçada.

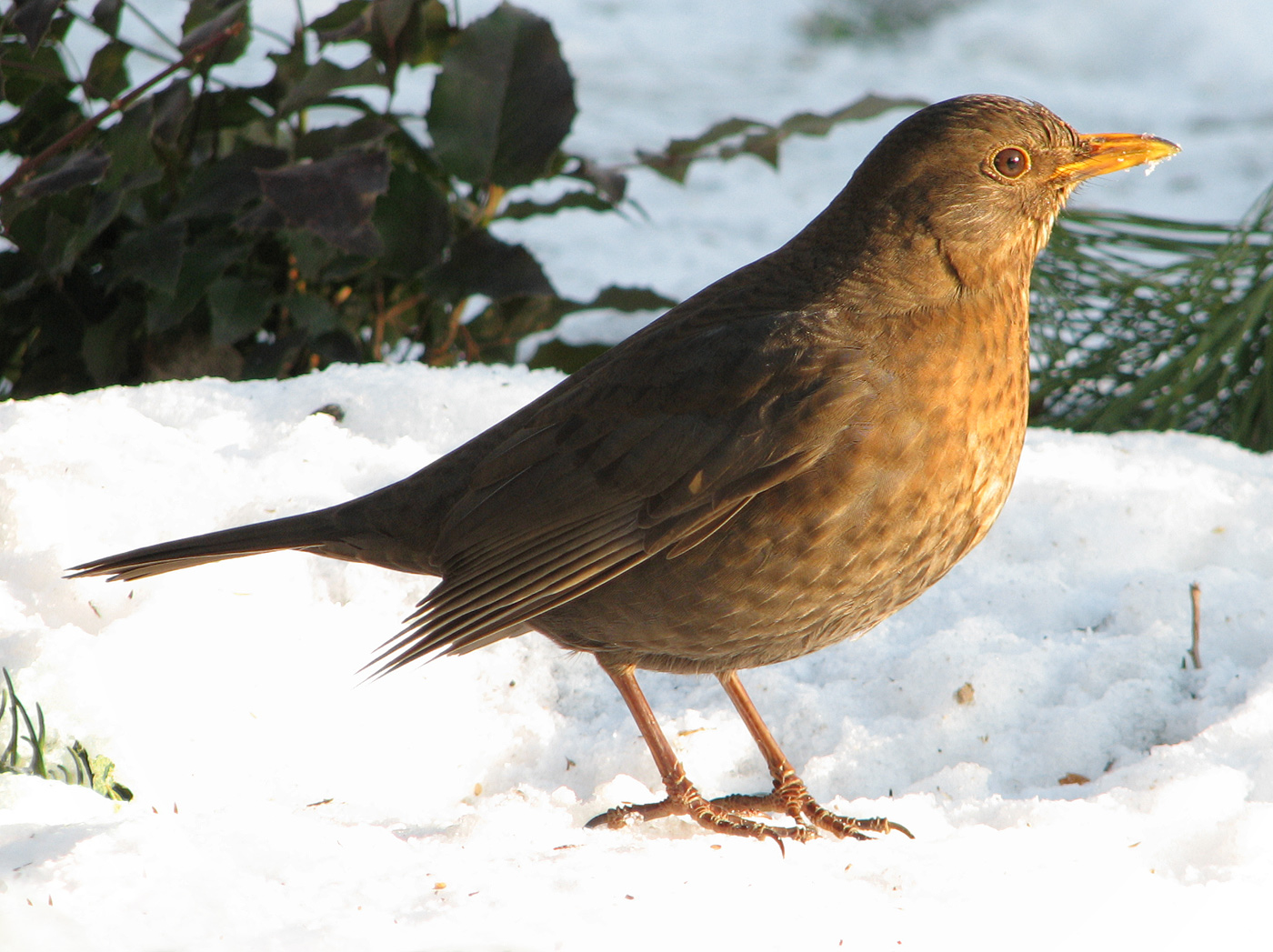
Exemplar de merla (Turdus merula) femella

Altres fonts atribueixen la locució a una llegenda segons la qual, per reparar-se del fred intens, una merla i els seus pollets, que en principi eren negres com els mascles de la mateixa espècie, es van refugiar en una xemeneia i en van sortir el 1r de febrer, tots grisos a causa del sutge. Des d'aquell dia totes les femelles i pollets de merla van ser grisos. La llegenda, intenta explicar l'acusat dimorfisme sexual que s'observa en la coloració de la merla (Turdus merula), que és bruna/grisa (bec inclòs) en les femelles, i en canvi és negra brillant (amb bec groc ataronjat) en el mascle.
Segons una versió més elaborada de la llegenda, el mes de gener tenia enveja d'una merla que era admirada pel seu bec groc i el plomatge blanc. Quan la merla sortia a buscar menjar, gener es divertia tot desencadenant tempestes de neu i vent. Cansada que cada hivern el gener fes el mateix, la merla un any va decidir acumular provisions suficients per a un mes, i es va tancar en l'aixopluc del seu niu tot el mes de gener, que aleshores tenia solament vint-i-vuit dies. El darrer dia del mes, la merla, que pensava d'haver enganyat el dolent gener, va sortir del seu amagatall i es va posar a cantar per burlar-se'n. Gener es va enfadar tant que va anar a veure el seu germà febrer, que tenia trenta-un dies i li'n va demanar tres en préstec. Durant els tres dies manllevats a febrer, el mes de gener es va desfogar deixant anar tempestes de neu, vent, gel i pluja. La merla no va poder arribar fins al seu niu i va refugiar-se en una xemeneia, en la qual va quedar els tres dies. En sortir del seu aixopluc, estava sana i estàlvia, però el seu bonic plomatge blanc s'havia tornat negre a causa del sutge de la xemeneia i així van quedar per sempre: la merla amb les plomes fosques i el mes de gener amb trenat-un dies.
D'aquesta llegenda hi ha versions diferents per tot Itàlia; no sempre és la merla la protagonista, però una cosa tenen en comú: els tres últims dies de gener, que són considerats els més freds de l'any. De tota manera, no sempre és així i el temps que faci servirà per fer la predicció del temps que farà a primavera, com ho és la Candelera en les terres de parla catalana. Si els dies de la merla són freds, la primavera serà bella; però si són càlids, la primavera arribarà tard. A la regió d'Emilia-Romanya, un refrany diu sobre aquests dies: Quand canta al mérel, a san fóra dl'invéren (quan canta la merla, som fora de l'hivern).